# Daume
A Daume Co.,Ltd. (株式会社童夢; Kabusikigaisa Dómu; Hepburn: Kabushikigaisha Dōmu) egy japán japán animációsfilm-stúdió, amelyet 1993 májusában alapítottak.

## Története
1984. május 1-jén alakult meg Nakajama Haruo vezetésével a régi Rumi stúdióból egy csoport, amely 1986-ban Studio Daume néven kezdte meg működését Sakudzsiiban (Nerima). 1993 májusában a céget Daume Co.,Ltd.-ként szervezték újjá, székhelyét Szuginamiba helyezték át. A rendszeres animációs és gyártási munkák 1999-től indultak be, televíziós animesorozatok mellett, mint az Onegai Teacher!, az Icsigo Masimaro vagy a Shiki, számos OVA-t is készített a Daume.

## Munkái
A Daume stúdió a következő animesorozatok és OVA-k gyártását vagy animációs munkálatait végezte.

### Televíziós animesorozatok
- What’s Michael? (1989)
- Bakurecu Hunter (1995–1996)
- D4 Princess (1999)
- Daiszuki! Bubu Chacha (2001)
- Hanaukjó Maid-tai-sorozat (2001–2004)
- Onegai Teacher! (2002)
- Onegai Twins! (2003)
- DearS (2004)
- Icsigo Masimaro (2005)
- Tona-Gura! (2006)
- Joake mae jori ruriiro na: Crescent Love (2006)
- Minami-ke (2007)
- Shiki (2010)

### OVA-sorozatok
- Mahócukai on the Rocks (1999)
- Hanaukjó Maid-tai (2001)
- Onegai Teacher! (2002)
- Onegai Twins! (2003)
- Icsigeki szaccsu!! HoiHoi-szan (2004)
- Cossette no sózó (2004)
- Koharu bijori (2007)
- Icsigo Masimaro (2007–2009)